# دیوید آر الیس
دیوید آر الیس (انگلیسی: David R. Ellis; ۸ سپتامبر ۱۹۵۲ – ۷ ژانویهٔ ۲۰۱۳) بدل‌کار، دستیار کارگردان و کارگردان اهل ایالات متحده آمریکا بود. وی بین سال‌های ۱۹۷۸ تا ۲۰۱۳ میلادی فعالیت می‌کرد.

## آثار کارگردانی
| سال  | فیلم                                  | بودجه          | فروش جهانی گیشه      |
| ---- | ------------------------------------- | -------------- | -------------------- |
| ۱۹۹۶ | به سوی خانه ۲: گمشده در سان فرانسیسکو |                | ۳۲ میلیون دلار (USA) |
| ۲۰۰۳ | مقصد نهایی ۲                          | ۲۶ میلیون دلار | ۹۱ میلیون دلار       |
| ۲۰۰۴ | موبایل                                | ۲۵ میلیون دلار | ۵۸ میلیون دلار       |
| ۲۰۰۶ | مارها در هواپیما                      | ۳۳ میلیون دلار | ۶۲ میلیون دلار       |
| ۲۰۰۸ | پناه‌جویان                             | ۱۱ میلیون دلار | فیلم ویدئویی         |
| ۲۰۰۹ | مقصد نهایی ۴                          | ۴۰ میلیون دلار | ۱۸۷ میلیون دلار      |
| ۲۰۱۱ | شب کوسه‌ای                             | ۲۸ میلیون دلار | ۴۱ میلیون دلار       |